# Jógvan Durhuus
Jógvan A. Olafsson Durhuus (født 19. februar 1938 i Vestmanna) er en tidligere færøsk postmand og politiker (TF). Han var lagtingsmedlem i perioderne 1970–1980, 1984–1990 og 1994–2002 for Norðurstreymoy. Han var derefter 1. suppleant for Niklái Petersen frem til 2004.
Durhuus var landbrugs-, skole-, energi- og sundhedsminister fra 1985 til 1988, og derefter landbrugs-, skole- og sundhedsminister fra 1988 til 1989. I løbet af denne periode var han også vicelagmand, og Øssur av Steinum mødte på Lagtinget for ham. Durhuus var medlem af Vestnordisk Råd fra 1996–2001, og var rådets formand fra 1999 til 2000.
Durhuus er gift med Hervør Hanusardóttir Durhuus (født Høgadalsá), datter af Hanus við Høgadalsá.